# Genevra Stone
Genevra Lea 'Gevvie' Stone (ur. 11 lipca 1985) – amerykańska wioślarka. Srebrna medalistka olimpijska z Rio de Janeiro.
Zawody w 2016 były jej drugimi igrzyskami olimpijskimi, debiutowała w 2012. Medal zdobyła w jedynce. Jej rodzice także byli wioślarzami, a matka, Lisa Hansen, olimpijką.